# 검은 리본
검은 리본은 인식 리본의 한 종류이며, 주로 애도를 표현할 때 사용한다.

## 사례
- 2003년에 발생한 대구 지하철 화재 참사 당시, 시민들이 '근조'(謹弔)라고 새겨진 검은 리본을 달아 추모하였다.[1] 또한 이 무렵에 인터넷 상에서 2002년에 일어난 미군 장갑차에 의한 중학생 압사 사건 추모 분위기와 맞물려 검은 리본을 상징하는 이모티콘(▶◀)을 만들었으며, 현재까지도 추모를 표현하는 이모티콘으로 많이 사용하기도 한다.[2]
- 2010년 밴쿠버 동계 올림픽 개막식에서 조지아 선수단은 연습 도중에 사망한 조지아의 루지 선수인 노다르 쿠마리타슈빌리를 추모하기 위해 조지아의 국기에 검은 리본을 달고 입장했다.[3]
- 2022년 10·29 이태원 압사 사고를 추모하기 위해서도 쓰이고 있다.
- 2024년 제주항공 2216편 활주로 이탈 사고 희생자들을 추모하기 위해서도 쓰이고 있다.

## 갤러리

대한민국에서 주로 사용하는 검은 근조 리본
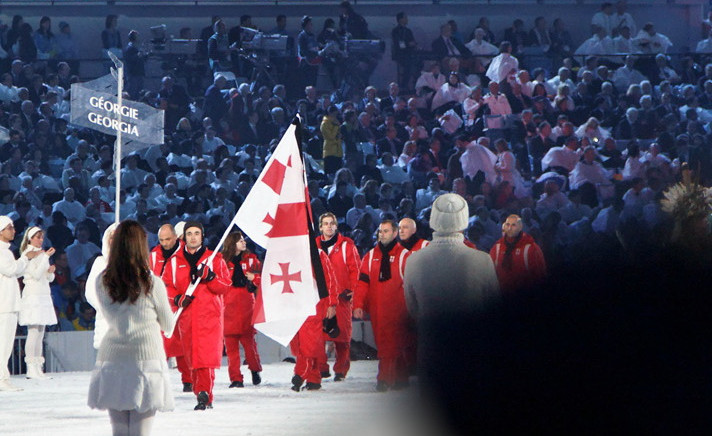
2010년 동계 올림픽 개막식에 입장하고 있는 조지아 선수단의 모습. 기수가 들고 있는 조지아의 국기에 검은 리본이 달려 있다.
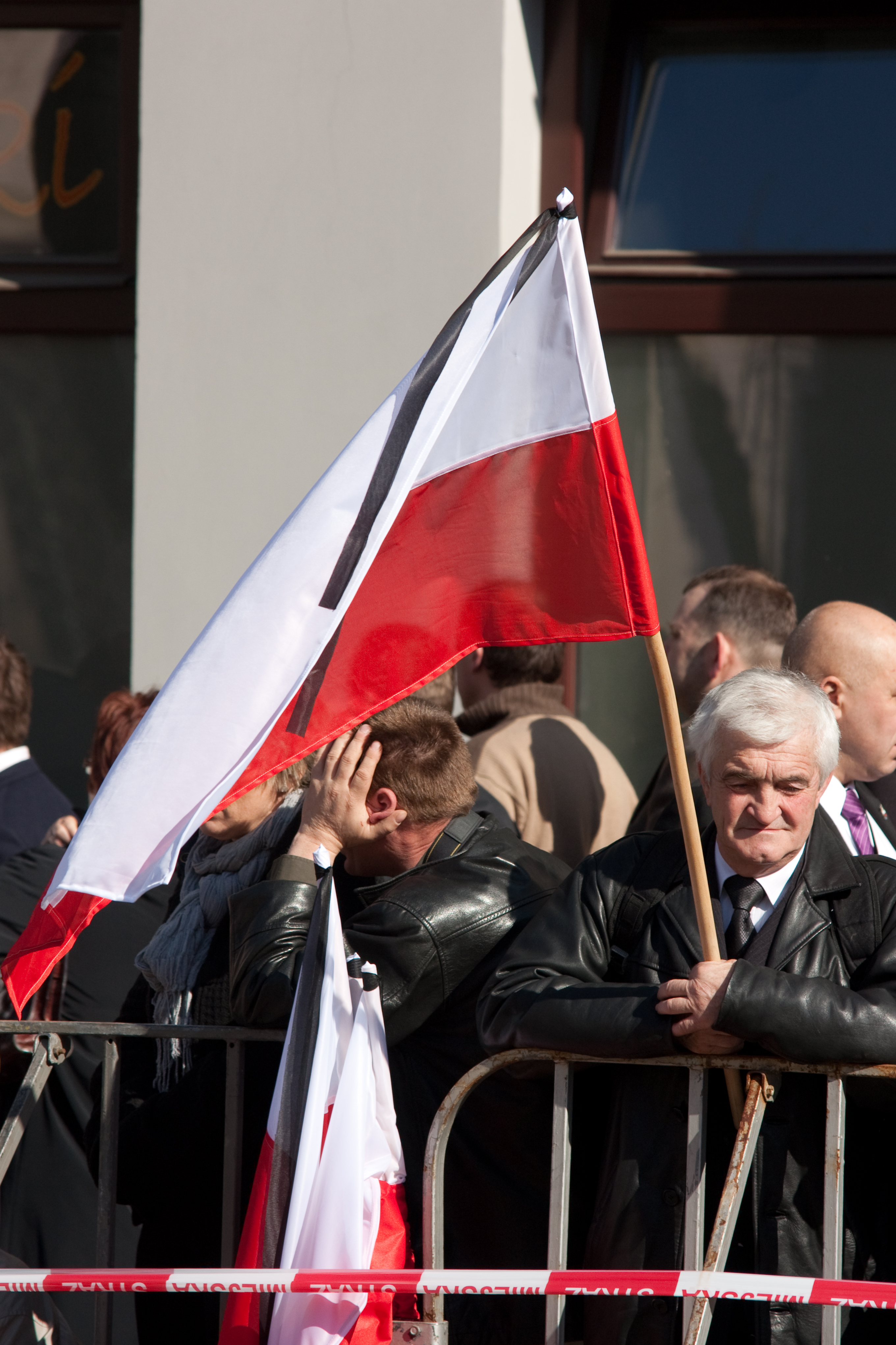
폴란드 공군 Tu-154 추락 사고로 사망한 레흐 카친스키 폴란드 대통령의 장례식에서 폴란드의 국기에 달린 검은 리본
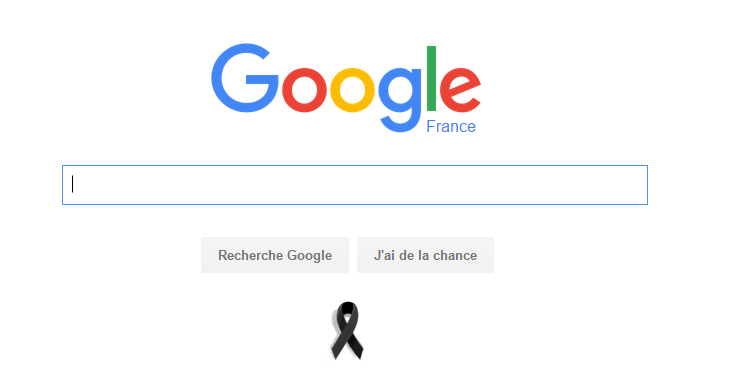
2015년 11월 파리 테러 이후 구글에 걸린 검은 리본

## 같이 보기
- 스탈린주의와 나치즘의 희생자에 대한 추모의 날
- 조기 (기례)